# Louisiana blues
O Louisiana blues é um tipo de blues caracterizado por ter um ritmo lento que faz o som tenso. Como resultado, um sub-gênero, swamp blues (baseado largamente fora de Baton Rouge), apareceu; este dá uma maior ênfase ao som tenso e despreocupado de standards do Louisiana blues.

## Principais músicos
- Nathan Abshire
- Marcia Ball
- Guitar Junior
- Slim Harpo
- Lazy Lester
- Lightnin' Slim
- Raful Neal
- Tabby Thomas
- Katie Webster
- Robert Pete Williams
- Snooks Eaglin
- Larry Garner
- Hugh Laurie